# Adam Leon Michał Czarliński-Schedlin
Adam Leon Michał Czarliński-Schedlin herbu własnego (ur. 29 września 1870 w Zakrzewku, zm. 30 kwietnia 1956 w Chełmży) – działacz społeczny, pierwszy starosta toruński w odrodzonej Rzeczypospolitej, starosta grudziądzki.

## Życiorys
Wywodził się z kaszubskiej rodziny szlacheckiej Czarlińskich. Syn Leona i Bronisławy z Mazowieckich h. Dołęga. Ukończył gimnazjum toruńskie i w 1890 roku zdał maturę. Następnie studiował rolnictwo i ekonomię na uniwersytecie w Berlinie. Odbył jednoroczną służbę wojskową w wojsku niemieckim. Po ukończeniu praktyki rolniczej, objął we wrześniu 1898 roku na własność rodzinny majątek w Zakrzewku.
Był wielokrotnym członkiem Rady Patronackiej Kółek Rolniczych, należał do Towarzystwa Naukowego w Toruniu, brał czynny udział w działaniach mających na celu powrót Pomorza do Polski, utworzył w 1918 roku Toruńską Straż Ludową i wybrano go na prezesa Powiatowej Rady Ludowej w Toruniu.
Jego dwór w Zakrzewku był jednym z punktów przerzutowych do Wojska Polskiego oraz był miejscem spotkań towarzyskich. Do majątku Zakrzewko wiosną i latem 1919 roku z całego Pomorza przyjeżdżali ochotnicy do armii polskiej, których po zaopatrzeniu potajemnie przemycano poprzez granicę w pobliskim Lubiczu do Wolnej Polski. Częstym gościem właścicieli był generał Józef Haller.
Był starostą toruńskim w latach 1920–1926 i grudziądzkim w latach 1926–1928. Z dniem 1 stycznia 1929 przeszedł na emeryturę.
Papież Pius XI uhonorował Adama Czarlińskiego godnością tajnego świeckiego szambelana Jego Świątobliwości. 
Pochowany został w grobowcu rodzinnym w Papowie Toruńskim.

## Życie prywatne
Od 25 października 1898 roku był żonaty z Marią Aubracht Prądzyńską (1878–1929), z którą miał pięcioro dzieci: Leona (1899–1939), Gabrielę (1901–1989), Lucjana (1905–1931), Józefa (1907–1908) i Aleksandrę (1909–1981).

## Ordery i odznaczenia
- Krzyż Oficerski Orderu Odrodzenia Polski (27 listopada 1929)[6]
- Medal Niepodległości (19 grudnia 1933)[7]
- Srebrny Krzyż Zasługi[5]